# Relações entre Brasil e Paquistão
As relações entre Brasil e Paquistão são as relações diplomáticas entre a República Federativa do Brasil e a República Islâmica do Paquistão. Estas relações são caracterizadas como de amizade e cooperação. O Brasil mantém uma embaixada em Islamabad, e o Paquistão mantém uma embaixada em Brasília.
Em 2008, o Brasil aprovou a venda de 100 mísseis anti-radiação MAR-1 para o Paquistão, apesar da grande pressão da Índia sobre o país.